# Тадеуш Фішбах
Тадеуш Рудольф Фішбах (пол. Tadeusz Rudolf Fiszbach; 4 листопада 1935, Добрячин) — польський політик і дипломат. У ПНР — видатний функціонер урядущої ПОРП, перший секретар Гданського воєводського комітету у 1975—1982 роках, член Політбюро з грудня 1980 до липня 1981 року. Прихильник компромісу з профспілкою Солідарність, один з організаторів діалогу та Гданської угоди у серпні 1980 року. У Третій Речі Посполитій — засновник партії Польська соціал-демократична унія, віцемаршал сейму, посол Польщі у Латвії.

## Інженер-технолог
Народився у сім'ї робітника-механіка та шкільної вчительки з села Добрячин (за іншими даними — Сокаль) Львівського воєводства (нині Сокальський район Львівської області України). Після Другої світової війни родина переїхала до Кашубського Помор'я — міста Картузи поблизу Гданська.
У 1957 році Тадеуш Фішбах закінчив Академію сільськогосподарської техніки в Ольштині за спеціальністю інженера-технолога молочної промисловості. Працював на молокозаводі в Ельблонзі. Пройшов всі щаблі управління виробництвом, від майстра до директора. У 1971 році закінчив у Варшаві Головну школу планування та статистики. У 1977 році здобув ступінь доктора технічних наук.

## Функціонер ПОРП
З 1959 року Фішбах перебував в урядущій компартії ПОРП. Згодом він говорив, що до вступу його спонукав запис у партійному статуті про «служіння нації». З 1963 року зараховано до партійного апарату. Закінчив Вищу школу суспільних наук при ЦК ПОРП.
У 1964—1968 роках Фішбах був секретарем повітського комітету ПОРП в Ельблонзі. У 1968—1971 роках — перший секретар повітського комітету у Тчеві. У грудні 1970 року, під час зіткнень на Балтійському узбережжі, спровокованих підвищенням цін, Фішбах вступив у переговори з тчевськими робітниками та зумів запобігти кровопролиттю, подібне до гдинського, гданського та щецинського.

## Секретар у Гданську

### «Партійний ліберал»
1 лютого 1971 року Фішбаха призначено секретарем Гданського воєводського комітету ПОРП (змінив Тадеуша Бейма, побічно причетного до грудневих подій). 17 травня 1975 року затверджено на посаді першого секретаря, що означало статус першої особи регіону. Обіймав цю посаду майже сім років, за посадою був членом ЦК ПОРП. Період керівництва Фішбаха відзначено у Гданську зростанням промислового інвестування, розвитком портової інфраструктури, нафтопереробного заводу, швидкісної дороги Тримісто.
З 1974 року Фішбах був депутатом сейму ПНР. З 1974 року перебував у головному правлінні Товариства польсько-радянської дружби.
Гданськ був у ПНР осередком активного опозиційного руху. Тадеуш Фішбах, який мав репутацію «партійного ліберала», намагався запобігти соціальному вибуху. З цією метою він встановив прямі контакти з авторитетними діячами науки та культури. За його словами, він навіть зустрічався з активістами нелегальних Вільних профспілок Узбережжя (WZZW), включно з Богданом Борусевичем. Згодом Фішбах говорив, що місцеві керівники розуміли ситуацію в країні набагато адекватніше вищого керівництва ПОРП і ПНР. Він ретельно відстежував інформацію про соціальний стан у регіоні, про масові настрої, намагаючись при цьому користуватися власними джерелами, а не рапортами органів держбезпеки.
Водночас як голова регіональної партійної влади Фішбах ніс відповідальність за акції, до яких міг взагалі не мати стосунку. 16 січня 1980 року за нез'ясованих обставин загинув активіст WZZW Тадеуш Щепанський, який раніше піддавався переслідуванням СБ. Спогади про цю трагедію пов'язуються з виступом Фішбаха, який припав на той же день, про підготовку до VIII з'їзду ПОРП.

### Співавтор Серпневих угод
У серпні 1980 року у Польщі почався потужний страйковий рух з центром на Гданській корабельні імені Леніна. Тадеуш Фішбах, який не бажав повторення трагічних подій грудня 1970 року, був категоричним противником силового придушення. Він виступив за діалог й угоду зі страйкарями. Така позиція не була поширена у партійно-державному апараті. Однак після провалу спроб віцепрем'єра Тадеуша Пики залякати протестувальників керівництво ПОРП взяло курс на компромісне рішення. Була створена переговорна комісія у складі віцепрем'єра Мечислава Ягельського, секретаря ЦК ПОРП з економіки Збігнева Зелінського, воєводи Гданська Єжи Колодзейського та першого секретаря Гданського воєводського комітету ПОРП Тадеуша Фішбаха. Свого роду посередником між владою та страйкарями виступав директор Гданської корабельні Клеменс Гнех.
Комісія вступила у переговори з Міжзаводським комітетом страйкарів (MKS). Тадеуш Фішбах доклав серйозних зусиль для досягнення домовленостей. Він особисто гарантував безпеку членам MKS, дав згоду Анні Валентинович на проведення католицької меси. 31 серпня 1980 року Мечислав Ягельський від уряду ПНР і Лех Валенса від MKS підписали Гданську угоду, яка легалізувала незалежні профспілки Польщі. Важливу роль в історичному акті відіграв Фішбах.
Фішбах з його курсом на мирні рішення зіставляється з іншим першим секретарем Гданського воєводського комітету — Станіславом Кочелеком, відомим як кат Триміста. Кочелек і Фішбах розглядаються як антиподи, які уособлювали протилежні моделі політики ПОРП. Водночас, за низкою оцінок, підхід Фішбаха визначався не симпатіями до робітничого руху, а тверезим політичним розрахунком, розумінням безперспективності конфронтації.

### Конфлікт з «бетоном»
2 грудня 1980 року Фішбаха кооптовано у Політбюро ЦК ПОРП. Протягом кризового 1981 року він послідовно відстоював свою серпневу лінію — діалог і компроміс профспілкою «Солідарність». Гданський воєводський комітет ПОРП сприяв реформаторським «горизонтальним структурам» (видним діячем цього руху був секретар парткому Гданської корабельні Ян Лабенцький). Фішбах намагався домовлятися з профцентром «Солідарності», підтримував особистий контакт з Валенсою. Перебував в Комісії Грабського з розслідування партійної корупції гереківського періоду.
За пів року до введення воєнного стану перший секретар воєводського комітету Тадеуш Фішбах заявляв, що «„Солідарність“ може виявитися істотним фактором позитивних змін у нашій країні». Він закликав порвати «формально-ієрархічні пута, які пов'язують свободу внутрішньопартійних дискусій для кожного члена партії». Не так багато, але при реальному соціалізмі такі погляди межували з блюзнірством.
Цей курс викликав різке відторгнення у номенклатурі ПОРП. Прихильники жорсткої лінії розглядали його як «поганий приклад для парторганізацій». За словами Фішбаха, представники «партійного бетону» — Тадеуш Грабський, Мирослав Мілевський, Стефан Ольшовський та інші — ставилися до нього з ненавистю. Складними були й стосунки першого секретаря з воєводським комендантом громадянської міліції генералом Анджеєвським.
На IX надзвичайному з'їзді ПОРП у липні 1981 року «центристське» керівництво — Станіслав Каня, Войцех Ярузельський, Казімеж Барциковський — постаралися послабити як «бетонну», так і «ліберальну» фракції. Зі складу ЦК виведено і Тадеуша Грабського, і Тадеуша Фішбаха. Однак Фішбах дотримувався колишньої лінії на партійному посту у Гданську. Свою позицію він підтвердив на Пленумі ЦК ПОРП 18 жовтня 1981 року, де першим секретарем ЦК затверджено генерала Ярузельського — що було однозначним передвістям швидкого встановлення воєнного режиму.

### Під час воєнного стану
Заведено вважати, що Фішбах виступав проти введення воєнного стану 13 грудня 1981 року. З іншого боку, деякі автори зазначають, що у грудні 1981 року Фішбах дисципліновано виконував усі директиви WRON, зокрема щодо придушення страйків, розгонів демонстрацій, затримання й інтернування Леха Валенси незалежно від особистого відношення. У ніч проти 13 грудня Фішбах разом з воєводою Колодзейським двічі відвідував Валенсу, вмовляючи його залишити квартиру — що означало неминуче швидке потрапляння до рук СБ. Вдруге це вдалося. При цьому між Фішбахом і Валенсою збереглися приятельські стосунки, Фішбах надавав дружині інтернованого різноманітну побутову допомогу — наприклад, надав транспорт для доставлення свинини до різдвяного столу.
Розпорядженням Фішбаха від 15 грудня 1981 року у Гданську створено «батальйон партійної самооборони» чисельністю 1790 осіб — для спільного патрулювання з армією та міліцією та загального контролю ситуації. Батальйон перебував у подвійному підпорядкуванні — ЦК ПОРП та першого секретаря воєводського комітету.
Позиція Фішбаха перших тижнів воєнного стану відрізнялася зигзагоподібною непослідовністю. Він публічно проголошував непорушність соціалізму та партійної влади, вимагав від посадових осіб «поведінки як на полі бою». Водночас 18 грудня — після придушення страйку Гданської корабельні та багатотисячних вуличних протестів — за його підписом опубліковано статтю у партійному друці, де йшлося про майбутнє поновлення «громадського договору 1980 року».
В нових умовах генерал Ярузельський не міг довіряти Фішбаху та погодився з вимогами Мілевського й Ольшевського усунути гданьского секретаря. Негативне ставлення до Фішбаха висловив у розмові з начальником генштабу Війська Польського Флоріаном Сивицьким і головнокомандувач Об'єднаними збройними силами Варшавського пакту маршал Віктор Куликов. 8 січня 1982 року Фішбаха знято з посади першого секретаря Гданського воєводського комітету (його змінив орієнтований на жорсткий курс Станіслав Бейгер), виведено з партійного апарату та направлено торговим представником ПНР до Фінляндії. У 1987—1989 роках був радником міністра закордонних справ ПНР.

## Політик у Третій Речі Посполитій

### Парламентарій та дипломат
Нова страйкова хвиля 1988 року змусила керівництво ПОРП погодитися на Круглий стіл і релегалізацію «Солідарності». Ситуація у Польщі кардинально змінилася. Тадеуш Фішбах зміг повернутись до політичної діяльності.
4 червня 1989 року відбулися «напіввільні вибори». Тадеуш Фішбах балотувався до «контрактного сейму» (обирався за партійними квотами) як член ПОРП, але за неофіційної підтримки Громадянського комітету «Солідарності». У другому турі 18 червня він отримав понад 80 % голосів, перемігши колишнього члена Політбюро Яна Лабецького. Обрано віцемаршалом сейму, залишався на цій посаді весь період каденції до листопада 1991 року.
Висока популярність Тадеуша Фішбаха, виняткова для діяча ПОРП, спонукала лідера «Солідарності» Леха Валенсу у липні 1989 року запропонувати Фішбаху балотуватися у президенти проти Войцеха Ярузельського. Фішбах відхилив цю пропозицію, посилаючись на домовленості між ПОРП і «Солідарністю». Валенса заперечив: «У Магдаленці домовилися, що президентом буде член ПОРП, але не обов'язково, на прізвище Ярузельський». Однак Фішбах відмовився, не бажаючи ризикувати розколом суспільства та силовою конфронтацією.
Після закінчення парламентської кар'єри Фішбах перейшов на дипломатичну службу до МЗС. Обіймав посаду радника з торговельних питань в Осло, Норвегія. У 2001—2005 роках — посол Республіки Польща у Латвії. Активно сприяв вступу Латвії до Європейського союзу.

### Засновник соціал-демократичної партії
Тадеуш Фішбах дотримується соціал-демократичних поглядів. Спочатку взяв участь у реформуванні ПОРП, готував ідеологічну частину нової програмної декларації. Виступав у зв'язці з Мар'яном Ожеховським. Однак після розпуску ПОРП на XI з'їзді у січні 1990 року Фішбах не приєднався до Соціал-демократії Республіки Польща та Союзу лівих демократів — партій, створених на основі скасованої компартії.
Натомість Тадеуш Фішбах ініціював створення одного з напрямків нової польської соціал-демократії. 27 січня 1990 року він очолив партію Польська соціал-демократична унія (PUS). За концептуальним задумом кадрово PUS формувалася з колишніх членів ПОРП, ідеологічно дотримувалася соціал-демократії, а політично співпрацювала з «Солідарністю». Проєкт схвалив Лех Валенса.
PUS мала в сеймі 39 депутатів (з 460), об'єднаних у Трудовий клуб. Тадеуш Фішбах, як віцемаршал, не входив. На виборах 1991 року він висувався до сейму від Гданського воєводства, представляючи невелику групу Наша Польща — безпартійний список, але цього разу його не обрано. У червні 1992 року PUS, Солідарність праці Ришарда Бугая (демосоціалісти «Солідарності») та Демократичний соціальний рух Збігнєва Буяка (соціал-ліберали «Солідарності») об'єдналися в нову ліву партію Унія праці. Тадеуш Фішбах у цьому політичному проєкті участі не брав.

### Прихильник Ярослава Качинського
У 2010-х роках, попри соціал-демократичні погляди, Тадеуш Фішбах підтримував правоконсервативну партію «Право і справедливість». На президентських виборах 2010 року голосував за Ярослава Качинського, бачачи в його програмі оптимальне поєднання національних і соціальних цінностей. Позиція, яка не характерна для колишньої номенклатури ПОРП здебільшого як і вищого генералітету ПНР, яка примикає до праволіберальної Громадянської платформи. Підкреслює пріоритет польського патріотизму та національних інтересів. Поважно висловлюється про Леха Валенсу, найбільшим з поляків називає Івана Павла II.
Тадеуш Фішбах регулярно бере участь у ювілейних заходах серпня-1980. Виступаючи на урочистостях 40-річчя, він назвав ці події першим кроком до вільної демократичної Польщі та Східної Європи. При цьому Фішбах додав, що так само вважав і сорок років тому.

## Особисте життя
Тадеуш Фішбах одружений, має сина та дочку. Навіть у похилому віці віддає перевагу активним видам відпочинку — пробіжкам, прогулянкам, басейну. Захоплюється поезією, улюблені автори — Ципріан Каміль Норвід, Юліуш Словацький.
Образ Тадеуша Фішбаха виведено у фільмі Анджея Вайди «Валенса. Людина з надії». Цю роль виконав Адам Воронович.